# Cuevas de Bezeklik
Las Cuevas de los mil Budas de Bezeklik son un conjunto de cuevas talladas en la roca, situadas en el Valle Mutou de las montañas Flameantes, a unos 45 kilómetros al este de la ciudad de Turfán en la región autónoma uigur de Sinkiang en la República Popular China. Son una muestra del antiguo arte tocario budista de la región, famosas por los frescos que se pueden apreciar en 40 de sus 77 cavernas conocidas. También se encuentran pinturas maniqueístas y cristianas nestorianas.

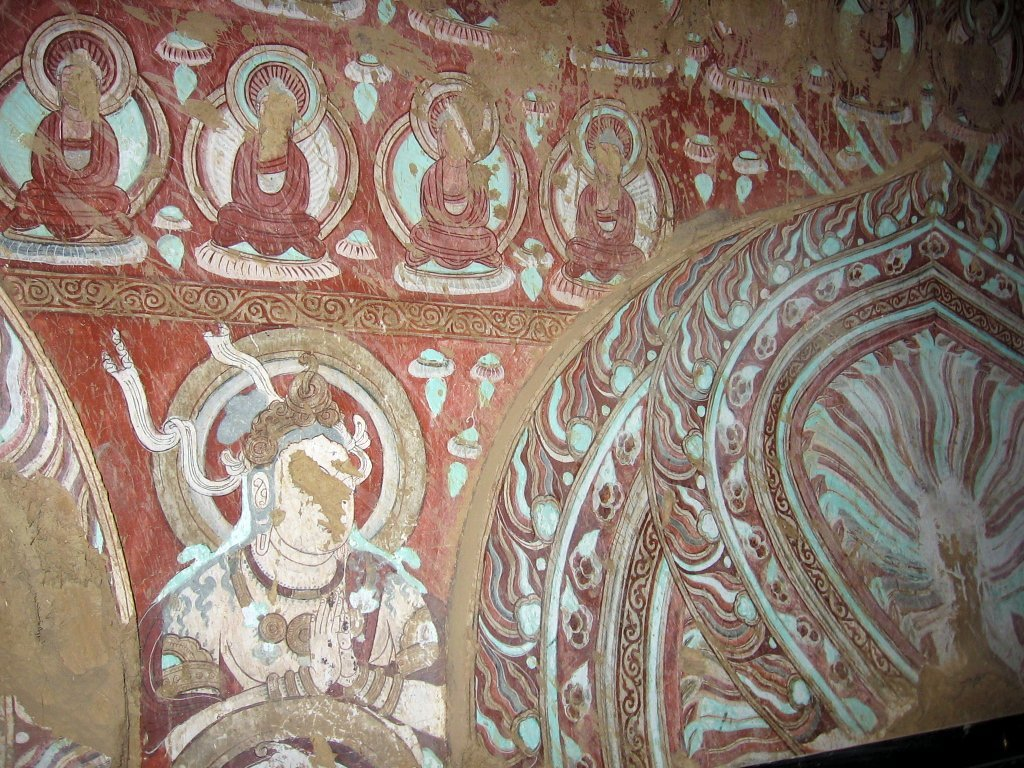
Uno de los frescos de Bezeklik.

Las cuevas, parte de un antiguo monasterio, están situadas sobre un acantilado al que se accede por medio de unas estrechas escaleras. Están cubiertas de murales dedicados a diversos temas del budismo. Estas pinturas ocupan un área total de más de 1200 m² repartidos en 40 cuevas distintas. Uno de los frescos más destacados muestra a un músico tocando un instrumento parecido al laúd. Este instrumento, llamado Xiao Hu Lei, es originario de la región de Yunnan lo que demuestra la importancia de los intercambios comerciales entre el norte y el sur del país que se iniciaron durante la dinastía Tang. Otro de los murales más destacados es el llamado Transformación en el infierno, situado en la cueva n.º 17.
Además de los numerosos murales y las diferentes inscripciones, en estas grutas se encontró un curioso pedazo de papel, realizado con una lámina de oro, que contenía lo que podría ser un anuncio de una tienda de la ciudad de Hangzhou.
Su construcción se inició en el periodo de las Dinastías Meridionales y Septentrionales en el siglo V y continuó durante las dinastías Tang, las cinco Dinastías, la dinastía Song y la dinastía Yuan hasta que, a finales del siglo XIII el budismo empezó a perder fuerza en la zona y las cuevas quedaron abandonadas.
En épocas posteriores, algunas de las grutas quedaron destruidas debidos a los enfrentamientos religiosos que se produjeron en la región. En el siglo XX sufrieron el expolio de algunos exploradores occidentales como el alemán Albert von Le Coq que las redescubrió en 1905. De las 87 cuevas originales, solo 57 han llegado hasta nuestros días.